# Daniel Attard
Pour les articles homonymes, voir Attard.
Daniel Attard (né le 18 avril 1992 à Pietà à Malte) est un homme politique maltais. Issu de la garde rapprochée des meneurs travaillistes, il est élu au Parlement européen en 2024.

## Biographie
Attard nait à Pietà. Diplomé en droit de l'université de Malte, il ne pratique jamais la profession dû à plusieurs postes politiques qu'il occupe. Maire de L-Imtarfa depuis son baccalauréat, il travaille pour la mission de Malte aux Nations unies en parallèle durant son doctorat en droit. Il travaille également pour les ministres Helena Dalli et Evarist Bartolo durant son temps à l'univeresité. À sa sortie des bancs scolaires, il est journaliste un temps pour ONE News, la branche médiatique du PL. En 2021, il quitte son poste de maire pour devenir commissaire adjoint de Malte au Royaume-Uni,,.
Réputé très proche de l'élite travailliste du pays et en particulier les premiers ministres Joseph Muscat et Robert Abela, il est mit de l'avant comme candidat au Parlement européen. Cette nomination est perçue par The Shift News comme une tentative de remplacé les députés actuels par des loyalistes d'Abela. Durant l'élection, il est le second travailliste a obtenir un mandat.